# Smena

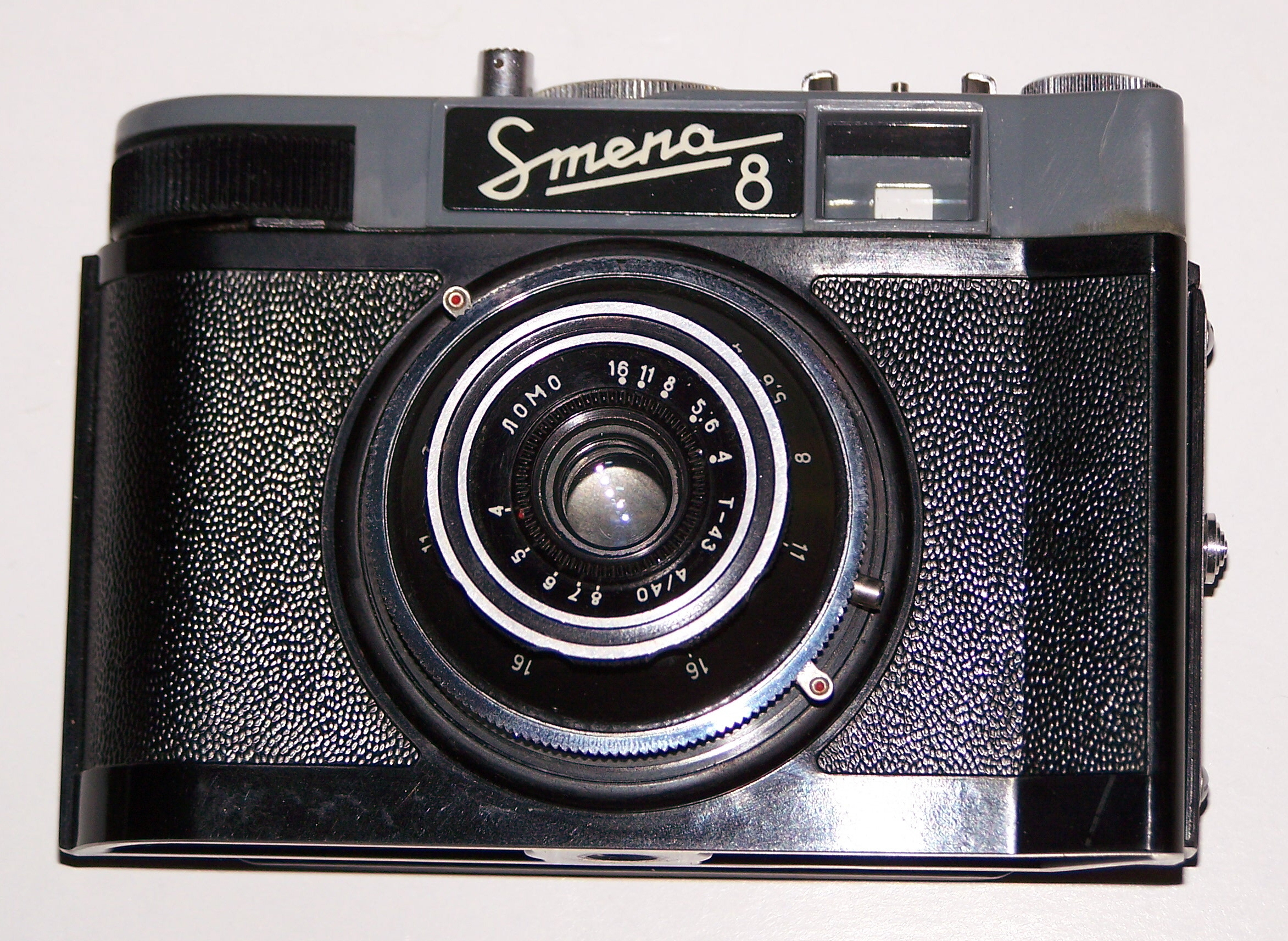
Smena 8.

Smena (em russo:  Смена) é uma série de câmeras 35 mm de baixo custo fabricadas entre 1953 e 1991. Primeiramente foram fabricadas em São Petesburgo, Rússia, pela pela GOMZ (Gosularstvennyi Optiko-Mekhanicheskii Zavod - Fábrica Estatal de Ótica e Mecânica). Em 1957 passou a ser fabricada na Bielorrússia pela MMZ (que em 1971 se transforma na BeLomo - Associação Bielorrussa de Ótica e Mecânica). Essas câmeras foram projetadas para serem baratas e acessíveis à população. Eram fabricadas em Bakelite (substituídos por outros tipos de plástico no modelos mais modernos) e possuíam operação inteiramente mecânica. Nos anos 60 e 70 estas câmeras foram exportadas pelo conglomerado soviético Mashpriborintorg (em russo:  Машприборинторг). Hoje, a Sociedade Lomográfica Internacional, com sede em Viena, na Áustria possui os direitos e promove as câmeras Smena entre os entusiastas da fotografia lo-fi.

## Modelos
- Smena
- Smena-2
- Smena-2M
- Smena-3
- Smena-4
- Smena-5
- Smena-6
- Smena-7

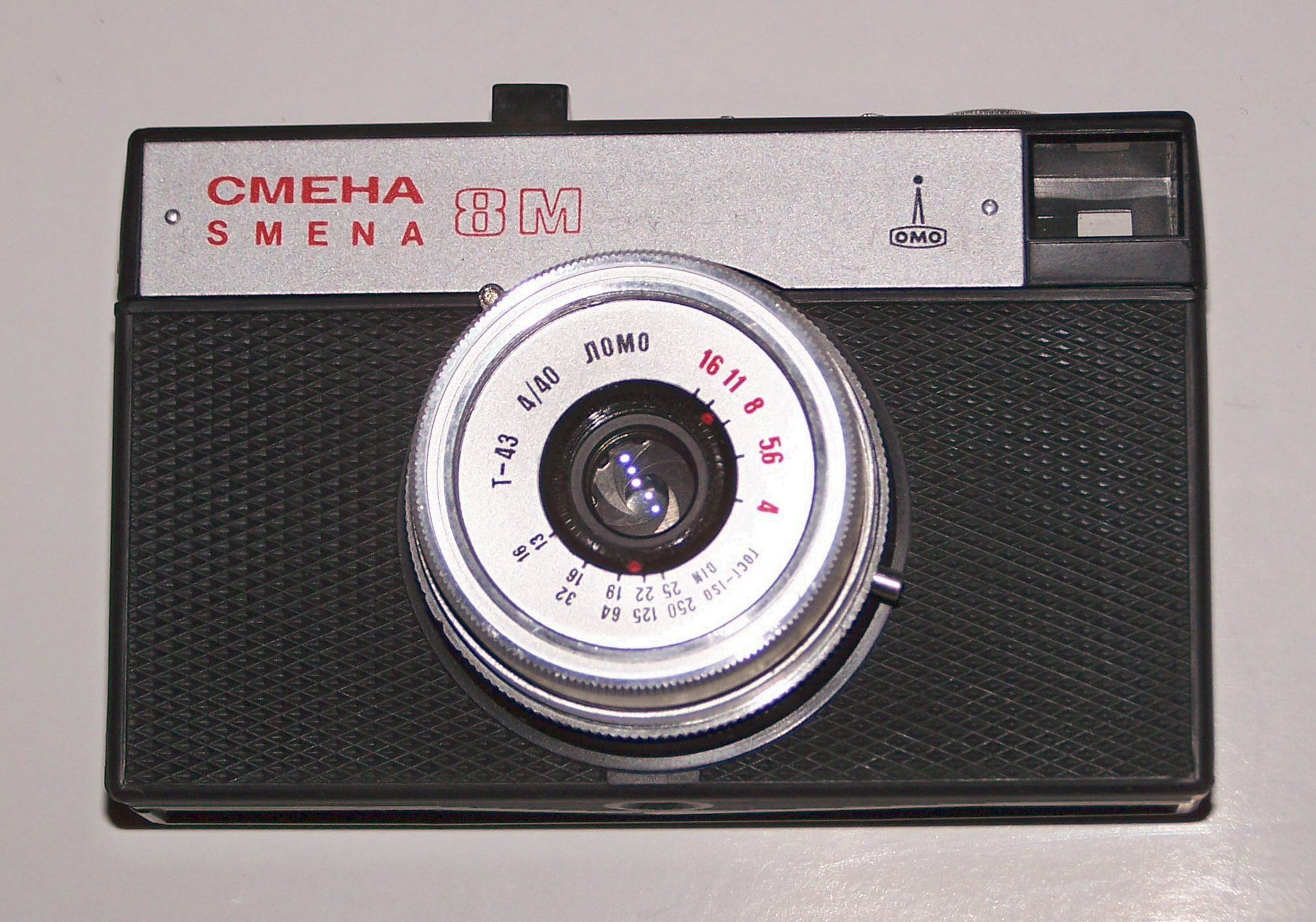
Smena 8M.

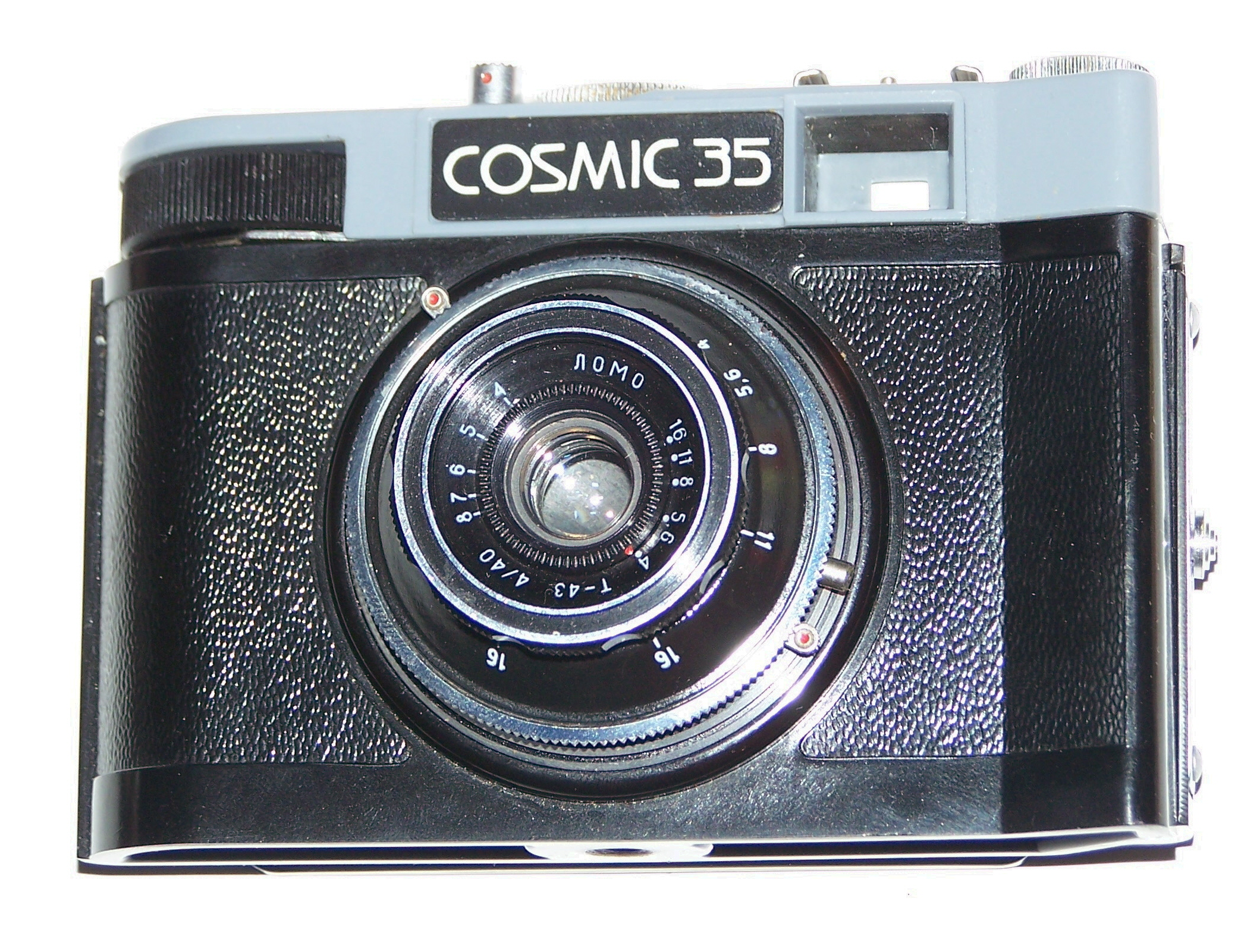
Cosmic 35.

- Smena-8 (vendida na Inglaterra com o nome de Cosmic 35)
- Smena-8M
- Smena-9
- Smena-35
- Smena-Rapid
- Smena-Symbol
- Smena-M

## Web Links
- «Smena hot site na página da Sociedade Lomográfica Internacional»
- «Mashpriborintorg.com»
- - Smena Cameras http://www.camerapedia.org/wiki/Smena Em falta ou vazio |título= (ajuda)